# City vs Country Origin
Le City vs Country est une rencontre annuelle de rugby à XIII en Nouvelle-Galles du Sud (Australie) entre deux équipes appelées City et Country. La City est l'équipe représentative de Sydney et son aire métropolitaine, tandis que la Country représente le reste de l'État de Nouvelle-Galles du Sud.
Le concept de cette rencontre annuelle est émis en 1911 que City remporte 29-8. Mais c'est à partir de 1930, soit dix-neuf ans plus tard, que cette rencontre devient un évènement annuel. À ses débuts, la Country sélectionne les meilleurs joueurs de la New South Wales Country Rugby League et la City les meilleurs joueurs de la New South Wales Rugby League. En 1987, les règles changent car les meilleurs joueurs évoluent pour la plupart à Sydney et rend la Country non-compétitive. C'est ainsi que tous joueurs originaires de clubs hors de Sydney sont éligibles pour représenter la Country.
Les joueurs sélectionnés aujourd'hui jouent tous en National Rugby League, compétition élite de rugby à XIII. Le match se déroule dans le calendrier annuel avant les trois rencontres du State of Origin.

## Palmarès
| 1928 | Country | 35 | City    | 34 |
| 1929 | City    | 16 | Country | 5  |
| 1930 | Country | 35 | City    | 26 |
| 1931 | City    | 17 | Country | 15 |
| 1932 | City    | 27 | Country | 14 |
| 1933 | City    | 47 | Country | 16 |
| 1933 | City    | 17 | Country | 17 |
| 1934 | City    | 28 | Country | 14 |
| 1934 | City    | 32 | Country | 29 |
| 1935 | City    | 20 | Country | 5  |
| 1936 | City    | 41 | Country | 8  |
| 1937 | Country | 20 | City    | 12 |
| 1937 | Country | 15 | City    | 5  |
| 1938 | City    | 42 | Country | 12 |
| 1939 | City    | 38 | Country | 17 |
| 1940 | City    | 28 | Country | 10 |
| 1941 | City    | 44 | Country | 21 |
| 1942 | Country | 14 | City    | 11 |
| 1943 | City    | 37 | Country | 25 |
| 1944 | City    | 17 | Country | 10 |
| 1945 | City    | 41 | Country | 12 |
| 1946 | City    | 31 | Country | 10 |
| 1947 | City    | 33 | Country | 10 |
| 1948 | City    | 28 | Country | 13 |
| 1948 | Country | 10 | City    | 6  |
| 1949 | City    | 23 | Country | 2  |
| 1950 | City    | 51 | Country | 13 |
| 1951 | City    | 24 | Country | 6  |
| 1952 | City    | 23 | Country | 21 |
| 1953 | Country | 28 | City    | 27 |
| 1954 | City    | 50 | Country | 9  |
| 1955 | City    | 31 | Country | 18 |
| 1956 | City    | 32 | Country | 17 |
| 1957 | City    | 53 | Country | 2  |
| 1958 | City    | 55 | Country | 14 |
| 1959 | City    | 37 | Country | 7  |
| 1960 | City    | 22 | Country | 2  |
| 1961 | Country | 19 | City    | 5  |
| 1962 | Country | 18 | City    | 8  |
| 1963 | City    | 35 | Country | 11 |
| 1964 | City    | 27 | Country | 4  |
| 1965 | City    | 32 | Country | 2  |
| 1966 | City    | 18 | Country | 14 |
| 1966 | Country | 16 | City    | 12 |
| 1967 | City    | 17 | Country | 16 |
| 1968 | City    | 34 | Country | 14 |
| 1969 | City    | 27 | Country | 20 |
| 1970 | City    | 22 | Country | 18 |
| 1971 | City    | 17 | Country | 0  |
| 1972 | City    | 35 | Country | 6  |
| 1973 | City    | 33 | Country | 17 |
| 1974 | City    | 23 | Country | 0  |
| 1975 | Country | 19 | City    | 9  |
| 1976 | City    | 47 | Country | 0  |
| 1977 | City    | 36 | Country | 0  |
| 1978 | City    | 30 | Country | 13 |
| 1979 | City    | 39 | Country | 0  |
| 1980 | City    | 55 | Country | 2  |
| 1981 | City    | 38 | Country | 7  |
| 1982 | City    | 47 | Country | 3  |
| 1983 | City    | 30 | Country | 13 |
| 1984 | City    | 38 | Country | 12 |
| 1985 | City    | 18 | Country | 12 |
| 1986 | City    | 34 | Country | 16 |
| 1987 | City    | 30 | Country | 22 |
| 1988 | City    | 20 | Country | 18 |
| 1989 | City    | 16 | Country | 8  |
| 1990 | City    | 28 | Country | 26 |
| 1991 | City    | 22 | Country | 12 |
| 1992 | Country | 17 | City    | 10 |
| 1993 | City    | 7  | Country | 0  |
| 1994 | Country | 22 | City    | 2  |
| 1995 | City    | 16 | Country | 8  |
| 1996 | Country | 18 | City    | 16 |
| 1997 | Country | 17 | City    | 4  |
| 2001 | Country | 42 | City    | 10 |
| 2002 | City    | 26 | Country | 16 |
| 2003 | City    | 17 | Country | 16 |
| 2004 | Country | 22 | City    | 18 |
| 2005 | City    | 29 | Country | 22 |
| 2006 | Country | 12 | City    | 10 |
| 2007 | City    | 12 | Country | 6  |
| 2008 | City    | 22 | Country | 22 |
| 2009 | City    | 40 | Country | 18 |
| 2010 | Country | 36 | City    | 18 |
| 2011 | Country | 18 | City    | 12 |
| 2012 | City    | 24 | Country | 22 |
| 2013 | Country | 18 | City    | 12 |
| 2014 | Country | 26 | City    | 26 |
| 2015 | Country | 34 | City    | 22 |
| 2016 | City    | 44 | Country | 30 |
| 2017 | City    | 20 | Country | 10 |

- City vs Country ne s'est pas joué entre 1998 et 2000.